# Epimerasen
Die Epimerasen sind Enzyme und zählen dabei zur Untergruppe der Isomerasen. Bei der Strukturumwandlung von organischen Molekülen spielen häufig Epimere eine Rolle. Epimere sind Moleküle, die sich nur in der asymmetrischen Anordnung der Substituenten an einem Kohlenstoff-Atom unterscheiden. Epimerasen sind somit Enzyme, die die dreidimensionale Anordnung der vier verschiedenen Substituenten an diesem Kohlenstoffatom (= Stereozentrum) verändern können.

## Beispiele
- UDP-Galactose ↔ UDP Glucose (Enzym: UDP-Glucose-4-Epimerase)